# Superpuchar Belgii w piłce siatkowej mężczyzn
Superpuchar Belgii w piłce siatkowej mężczyzn – cykliczne rozgrywki w piłce siatkowej organizowane corocznie od 1995 roku, w których rywalizują ze sobą mistrz i zdobywca Pucharu Belgii. 
Pierwszym zwycięzcą tych rozgrywek został klub Noliko Maaseik.
W 2016 roku rozgrywki odbyły się pod nazwą Champions Cup, a w 2023 – League Cup.

## Triumfatorzy
| Edycja | Data       | Miejsce spotkania                 | 1. miejsce                                                  | 2. miejsce                                                     | Wynik spotkania                        |
| ------ | ---------- | --------------------------------- | ----------------------------------------------------------- | -------------------------------------------------------------- | -------------------------------------- |
| I      | 1995       |                                   | Noliko Maaseik (Mistrz Belgii)                              |                                                                |                                        |
| II     | 1996       |                                   | Noliko Maaseik (Mistrz Belgii)                              |                                                                |                                        |
| III    | 1997       |                                   | Noliko Maaseik (Mistrz i zdobywca Pucharu Belgii)           |                                                                |                                        |
| IV     | 1998       |                                   | Noliko Maaseik (Mistrz i zdobywca Pucharu Belgii)           |                                                                |                                        |
| V      | 22.09.1999 | Sporthal De Koekoek, Halen        | Noliko Maaseik (Mistrz i zdobywca Pucharu Belgii)           | Everbeur Volley (Finalista Pucharu Belgii)                     | 3:1 (25:20, 25:22, 19:25, 25:20)       |
| VI     | 2000       |                                   | Knack Roeselare (Mistrz i zdobywca Pucharu Belgii)          |                                                                |                                        |
| VII    | 2001       |                                   | Noliko Maaseik (Mistrz i zdobywca Pucharu Belgii)           |                                                                |                                        |
| VIII   | 2002       |                                   | Noliko Maaseik (Mistrz i zdobywca Pucharu Belgii)           |                                                                |                                        |
| IX     | 13.09.2003 |                                   | Noliko Maaseik (Mistrz i zdobywca Pucharu Belgii)           | Pecotex De Belleman Averbode (Finalista Pucharu Belgii)        | 3:0 (25:12, 25:20, 25:13)              |
| X      | 25.09.2004 |                                   | WFT Knack Roeselare (Finalista Pucharu Belgii)              | Noliko Maaseik (Mistrz i zdobywca Pucharu Belgii)              | 3:0 (25:16, 25:17, 26:24)              |
| XI     | 2005       |                                   | Knack Randstad Roeselare (Mistrz i zdobywca Pucharu Belgii) |                                                                |                                        |
| XII    | 23.09.2006 | Knokke                            | Noliko Maaseik (Wicemistrz i finalista Pucharu Belgii)      | Knack Randstad Roeselare (Mistrz i zdobywca Pucharu Belgii)    | 3:1 (19:25, 26:24, 25:13, 25:17)       |
| XIII   | 2007       |                                   | Knack Randstad Roeselare (Mistrz Belgii)                    | Noliko Maaseik (Zdobywca Pucharu Belgii)                       | 3:0 (25:19, 25:18, 25:17)              |
| XIV    | 20.09.2008 |                                   | Noliko Maaseik (Mistrz i zdobywca Pucharu Belgii)           | Knack Randstad Roeselare (Finalista Pucharu Belgii)            | 3:0 (25:17, 25:13, 25:21)              |
| XV     | 20.09.2009 |                                   | Noliko Maaseik (Mistrz i zdobywca Pucharu Belgii)           | Group D'Arté Averbode (Finalista Pucharu Belgii)               | 3:0 (25:16, 27:25, 25:17)              |
| XVI    | 19.09.2010 |                                   | Knack Randstad Roeselare (Mistrz Belgii)                    | Noliko Maaseik (Zdobywca Pucharu Belgii)                       | 3:0 (25:23, 25:16, 25:21)              |
| XVII   | 24.09.2011 | Generali Forum, Aalst             | Noliko Maaseik (Mistrz Belgii)                              | Knack Roeselare (Zdobywca Pucharu Belgii)                      | 3:1 (25:10, 21:25, 25:21, 25:16)       |
| XVIII  | 22.09.2012 | SportOase, Leuven                 | Noliko Maaseik (Mistrz i zdobywca Pucharu Belgii)           | VC Euphony Asse-Lennik (Wicemistrz i finalista Pucharu Belgii) | 3:0 (25:19, 25:12, 25:16)              |
| XIX    | 5.10.2013  | Sporthal Arena, Antwerpia         | Knack Roeselare (Mistrz i zdobywca Pucharu Belgii)          | Noliko Maaseik (Wicemistrz i finalista Pucharu Belgii)         | 3:1 (25:22, 25:22, 23:25, 25:19)       |
| XX     | 4.10.2014  | EDUGO Arena, Gandawa              | Knack Roeselare (Mistrz Belgii)                             | Topvolley Precura Antwerpen (Zdobywca Pucharu Belgii)          | 3:1 (25:18, 25:19, 22:25, 25:12)       |
| XXI    | 25.10.2015 | EDUGO Arena, Gandawa              | Volley Asse-Lennik (Zdobywca Pucharu Belgii)                | Knack Roeselare (Mistrz Belgii)                                | 3:0 (25:16, 25:17, 25:17)              |
| XXII   | 12.10.2016 | Country Hall Ethias Liège, Liège  | Noliko Maaseik (Wicemistrz Belgii)                          | Knack Roeselare (Mistrz i zdobywca Pucharu Belgii)             | 3:2 (25:23, 23:25, 23:25, 25:18, 15:9) |
| —      | 2017       | Rozgrywki nie odbyły się.         | Rozgrywki nie odbyły się.                                   | Rozgrywki nie odbyły się.                                      | Rozgrywki nie odbyły się.              |
| XXIII  | 11.11.2018 | Sportcampus Lange Munte, Kortrijk | Knack Roeselare (Zdobywca Pucharu Belgii)                   | Greenyard Maaseik (Mistrz Belgii)                              | 3:0 (25:22, 25:21, 25:22)              |
| XXIV   | 13.10.2019 | Sportcampus Lange Munte, Kortrijk | Knack Roeselare (Zdobywca Pucharu Belgii)                   | Greenyard Maaseik (Mistrz Belgii)                              | 3:0 (26:24, 25:23, 25:18)              |
| —      | 2020–2021  | Rozgrywki nie odbyły się.         | Rozgrywki nie odbyły się.                                   | Rozgrywki nie odbyły się.                                      | Rozgrywki nie odbyły się.              |
| XXV    | 8.10.2022  | Tomabelhal, Roeselare             | Knack Roeselare (Mistrz Belgii)                             | Caruur Volley Gent (Zdobywca Pucharu Belgii)                   | 3:0 (25:19, 25:17, 25:15)              |
| XXVI   | 10.10.2023 | Tomabelhal, Roeselare             | Knack Roeselare (Mistrz i zdobywca Pucharu Belgii)          | Decospan Volley Team Menen (Finalista Pucharu Belgii)          | 3:1 (25:23, 25:18, 25:27, 25:19)       |
| XXVII  | 15.09.2024 | Sportcentrum Schotte, Aalst       | Decospan Volley Team Menen (Finalista Pucharu Belgii)       | Knack Roeselare (Mistrz i zdobywca Pucharu Belgii)             | 3:1 (25:27, 25:22, 25:23, 25:18)       |